# François-Désiré Breton
François-Désiré Breton (Sainte-Rose, Guadalupe, 1 de mayo de 1781 - Los Cayos, Haití, 15 de abril de 1820) fue un marinero francés que participó en la expedición Baudin.

## Biografía
Nacido en la isla caribeña de Guadalupe, Breton embarcó en la expedición comandada por Nicolas Baudin con salida del puerto de El Havre el 19 de octubre de 1800. Ocupó el rango de aspirante a oficial de primera clase a bordo de la corbeta Géographe, siendo traspasado al Naturaliste el 29 de octubre de 1801 cuando la expedición llegó a Timor. Era el protegido del alférez Louis Henri de Saulces de Freycinet, si bien Baudin lo describió como «el más inútil de todos los que estaban a bordo, lo cual ya es decir».
En 1803 se embarcó como capitán en la fragata La Manche, que participó en operaciones de defensa en el Océano Índico. Fue reemplazado por el capitán Jean Dornal de Guy (1771-1855) en 1807. Posteriormente retornó a las Antillas. En el momento de su muerte, François Désiré Breton era capitán del barco mercante L'Hirondelle.